# Derrick Brown
Derrick Paul Brown (Oakland, 8 settembre 1987) è un ex cestista statunitense.

## Carriera
È stato selezionato dagli Charlotte Bobcats al secondo giro del Draft NBA 2009 (40ª scelta assoluta).

## Palmarès

### Squadra
- Coppa di Turchia: 1

Anadolu Efes: 2018
- Coppa del Presidente: 1

Anadolu Efes: 2015
- Eurocup: 1

Lokomotiv Kuban: 2012-13

### Individuale
- All Eurocup Second Team: 1

Lokomotiv Kuban: 2012-13
- All-Eurocup First Team: 1

Lokomotiv Kuban: 2014-15